# Kwabena Appiah-Kubi
Kwabena Appiah-Kubi (* 19. Mai 1992 in Auckland, Neuseeland) ist ein australisch-neuseeländischer Fußballspieler.

## Karriere
Von 2010 bis Mitte 2012 spielte Kwabena Appiah-Kubi in den unterklassigen australischen Vereinen vom Granville Rage FC, Northern Spirit FC und dem Parramatta FC. Am 1. Juli 2012 unterschrieb er einen Vertrag bei den Western Sydney Wanderers. Der Verein aus Sydney spielte in der ersten australischen Liga, der A-League. Die Saison 2012/13 und 2013/14 wurde er mit dem Klub Vizemeister. 2014 gewann er mit den Wanderers die AFC Champions League. Hier konnte man sich in den Endspielen gegen den saudi-arabischen Vertreter al-Hilal durchsetzen. Im Februar 2015 wechselte er zum Ligakonkurrenten Wellington Phoenix. Der Verein aus dem neuseeländischen Wellington nahm am Spielbetrieb der ersten australischen Liga teil. Im Juli 2016 unterschrieb er einen Vertrag der ebenfalls in der ersten Liga spielenden Central Coast Mariners im australischen Gosford. Hier stand er bis Februar 2018 unter Vertrag. Nach Vertragsende zog es ihn nach Südkorea. Hier unterzeichnete er einen Kontrakt bei Incheon United. Das Fußballfranchise aus Incheon spielte in der höchsten südkoreanischen Liga. Nach 25 Erstligaspielen kehrte er 2019 wieder nach Australien zurück. Hier verpflichtete ihn im März 2019 der Erstligist Newcastle United Jets aus Newcastle. Bei dem Verein stand er vier Monate unter Vertrag. Vom 1. Juli 2019 bis 13. Oktober 2019 war er vertrags- und vereinslos. Der Western United, ein Erstligist aus Melbourne, nahm ihn vom 13. Oktober 2019 bis 31. August 2020 unter Vertrag. Für den Klub absolvierte er sechs Erstligaspiele. Nach Vertragsende war er bis Anfang Mai 2021 vertrags- und Vereinslos. Am 4. Mai 2021 ging er nach Thailand. Hier unterschrieb er einen Vertrag beim Nakhon Ratchasima FC. Der Verein aus Nakhon Ratchasima spielt in der ersten Liga des Landes, der Thai League. Nach 14 Erstligaspielen wurde sein Vertrag im Dezember 2021 nicht verlängert. Anschließend dauerte es über ein Jahr bis Appiah-Kubi am 5. Januar 2023 mit dem indonesischen Erstligisten Madura United einen neuen Klub fand. Nach zwölf Ligaspielen wurde sein Vertrag Ende Juni 2024 nicht verlängert.

## Erfolge
- AFC-Champions-League-Sieger: 2014